# Jordan Theodore
Jordan Theodore (Englewood, Nueva Jersey, 11 de diciembre de 1989) es un jugador de baloncesto estadounidense nacionalizado macedonio que pertenece a la plantilla del Saski Baskonia de la liga ACB española. Con 1,83 metros de altura, juega en la posición de base.

## Trayectoria deportiva

### Universidad
El base titular de los Piratas de Seton Hall alcanzó su máximo nivel la última temporada universitaria en la que promedió 16.1 puntos, 6.6 asistencias y 3.1 rebotes en 36 minutos por partido llevando junto a Pape el peso ofensivo del equipo. Ese año fue nombrado en el segundo equipo del Big East. Segundo asistente de la conferencia también y uno de los 4 jugadores de la universidad en alcanzar los 1300 puntos y 500 asistencias.

### Profesional
Jugó como profesional en Turquía (Antalya BSB, Mersin BSB y en 2016 firmó por Banvit B.K.). Antes jugaría en América en las filas de los Mets de Guaynabo y Huracanes del Atlántico. También destacó en Alemania en las filas del Skyliners Frankfurt.
En la temporada 2016-17, firma en las filas del Banvit B.K.
Desde 2017 a 2019, firma por Olimpia Milano de la Lega Basket Serie A italiana.
En la temporada 2018-19, firma por AEK Atenas B.C. de la A1 Ethniki.
En la temporada 2019-20, firma por el Beşiktaş de la BSL turca, pero acabaría la temporada en las filas del UNICS Kazán, donde jugaría durante temporada y media.
El 18 de enero de 2022, firma por el Reyer Venezia Mestre de la Lega Basket Serie A italiana.
El 4 de abril de 2023 fichó por el Skyliners Frankfurt de la Basketball Bundesliga.
El 12 de agosto de 2023 fichó por el Metropolitans 92 de la LNB Pro A francesa.
El 24 de enero de 2024, firma por el Saski Baskonia de la liga ACB española.

## Selección nacional
Theodore representó a Macedonia es cuatro encuentros de la clasificación de FIBA Europa para la Copa Mundial de Baloncesto de 2019.